# جورج وودز (منافس ألعاب قوى)
جورج وودز (بالإنجليزية: George Woods)‏ هو منافس ألعاب قوى أمريكي، ولد في 11 فبراير 1943 في بورتاجفيل في الولايات المتحدة.

## وصلات خارجية
- جورج وودز على موقع الاتحاد الدولي لألعاب القوى (الإنجليزية)
- جورج وودز على موقع الاتحاد الأمريكي لسباقات المضمار والميدان (الإنجليزية)
- جورج وودز على موقع الاتحاد الأمريكي لسباقات المضمار والميدان، قاعة المشاهير (الإنجليزية)
- جورج وودز على موقع أوليمبيديا (الإنجليزية)